# Erika Just
Erika Just (* 2. Januar 1922 als Erika Heide Draexler in Gablonz, Tschechoslowakei; † 17. November 2011 in Prenden) war eine deutsche Filmregisseurin für Ballett- und Tanzfilme.

## Leben und Werk
Bereits als Kind hegte Erika Heide Draexler eine große Leidenschaft für das Tanzen. Nach dem Schulabschluss in ihrer Geburtsstadt Gablonz erhielt sie eine Tanzausbildung an der Jutta-Klamt-Schule in Berlin. 1944 heiratete sie in Gablonz Gustav Just, den sie 1939 kennengelernt hatte und nahm seinen Nachnamen an.
Nach Ende des Zweiten Weltkriegs mussten die Eheleute Anfang 1946 ihre Heimat verlassen und fanden zunächst bei den Eltern von Erika Just in Bad Schmiedeberg Obdach. Gustav Just wurde Neulehrer und machte in der neugegründeten DDR als Funktionär in der SED rasch Karriere. Erika Just kümmerte sich inzwischen um den im Januar 1947 geborenen Sohn und die zwei Jahre später zur Welt gekommene Tochter. Anfang der 1950er-Jahre wohnte die Familie in Berlin-Adlershof.
Erika Just hatte im Verlauf der Jahre trotz stetig wechselnder Wohnsitze ihre Tanz-Kenntnisse weiter vertieft und fand eine Anstellung als Pädagogin an der Staatlichen Ballettschule Berlin. Ende 1952 traten Hermann Rodigast und Jean Kurt Forest an sie heran und überzeugten sie von einer Tätigkeit beim noch jungen DDR-Fernsehen.  Just sollte vor allem Ballettsendungen inszenieren. Zum 3. Januar 1953 nahm sie ihre Arbeit auf.
Da sich unter den damaligen technischen Bedingungen Live-Tanzsendungen noch nicht realisieren ließen, begann Just Tanzfilme als Regisseurin zu inszenieren. Im Sommer 1953 drehte sie mit Studierenden der Fachschule für künstlerischen Tanz mit Deutsche Tänze nach Franz Schubert ihren ersten Film. Bis 1957 folgten rund 20 weitere Produktionen.
1957 wurde Gustav Just, der inzwischen als stellvertretender Chefredakteur der Wochenzeitung Sonntag tätig war, zusammen mit anderen Intellektuellen um Wolfgang Harich wegen „Bildung einer konspirativen staatsfeindlichen Gruppe“ zu vier Jahren Zuchthaus verurteilt. Erika Just verweigerte es, sich von ihrem Mann zu distanzieren.   Ihre Karriere als Regisseurin schien damit beendet. Durch Fürsprache von Hermann Rodigast und Anna Seghers durfte sie schließlich weiterarbeiten, jedoch nicht mehr unter dem Familiennamen Just, sondern nur noch unter ihrem Mädchennamen Draexler. Im November 1960 wurde Gustav Just nach 45 Monaten Haft entlassen und konnte zu seiner Familie zurückkehren.
Ab 1960 war Erika Just regelmäßige Gast-Regisseurin bei der DEFA. 1964 begann sie für ihre Regietätigkeiten den Doppelnahmen Draexler-Just zu nutzen. In den DEFA-Studios arbeitete sie mit erfahrenen Kameraleuten wie Günter Marczinkowsky, Otto Merz und Erwin Anders zusammen.  Es entstanden Ballettfilme wie Orpheus und Eurydike (1966), Romeo und Julia (1966), Till Eulenspiegels lustige Streiche (1967) und Cinderella (1968). 
1983 beendete Erika Just nach der Produktion Ein neuer Sommernachtstraum ihre Regie-Tätigkeit und ging in den Ruhestand. Mit ihrem Mann ließ sie sich in Prenden in der Mark Brandenburg nieder. Unter dem Namen Heide Draexler-Just veröffentlichte sie 2005 ihre Lebenserinnerungen Sprecherlaubnis. Ein Tagebuch aus der DDR. Erika Just starb im November 2011 im Alter von 89 Jahren nur wenige Monate nach ihrem Mann, mit dem sie 65 Jahre verheiratet war.

## Filmografie (Auswahl)
Als Erika Just
- 1953: Deutsche Tänze
- 1954: Der bekehrte Spießer
- 1957: Coppélia

Als Heide Draexler
- 1957: Nussknacker-Suite
- 1960: Aschenbrödel
- 1960: Tänze in der Landschaft
- 1961: Tänze – Ernst Barlach gewidmet
- 1962: Berühmte Ballettsolisten

Als Heide Draexler-Just
- 1964: Schwanensee
- 1966: Orpheus und Eurydike
- 1966: Romeo und Julia
- 1967: Till Eulenspiegels lustige Streiche
- 1967: Dornröschen
- 1967: Gajaneh
- 1968: Cinderella
- 1970: Don Juan
- 1983: Ein neuer Sommernachtstraum